# Зарубинецька сільська рада (Підволочиський район)
Зарубине́цька сільська́ ра́да — адміністративно-територіальна одиниця та орган місцевого самоврядування в Підволочиському районі Тернопільської області. Адміністративний центр — село Зарубинці.

## Загальні відомості
- Населення ради: 519 осіб (станом на 2001 рік)

## Населені пункти
Сільській раді були підпорядковані населені пункти:
- с. Зарубинці

## Склад ради
Рада складалася з 14 депутатів та голови.
- Голова ради: Лабатюк Богдан Дмитрович
- Секретар ради: Кошмаринська Оксана Йосипівна

### Керівний склад попередніх скликань
| Прізвище, ім'я, по батькові   | Основні відомості                                                               | Дата обрання | Дата звільнення |
| ----------------------------- | ------------------------------------------------------------------------------- | ------------ | --------------- |
| Бич Олександр Пантелеймонович | Сільський голова, 1949 року народження, член Української Народної Партії        | 26.03.2006   | 01.02.2010      |
| Галик Петро Зеновійович       | Сільський голова, 1962 року народження, безпартійний                            | 20.06.2010   | 31.10.2010      |
| Голик Петро Зеновійович       | Сільський голова, 1962 року народження, освіта середня спеціальна, безпартійний | 31.10.2010   | 11.12.2011      |
| Лабатюк Богдан Дмитрович      | Сільський голова, 1964 року народження, освіта середня спеціальна, безпартійний | 11.12.2011   |                 |

Примітка: таблиця складена за даними сайту Верховної Ради України

### Депутати
За результатами місцевих виборів 2010 року депутатами ради стали:

#### За суб'єктами висування
| Суб'єкт висування | Кількість обраних депутатів | %   |
| ----------------- | --------------------------- | --- |
| Самовисування     | 14                          | 100 |

#### За округами
| № округу | Прізвище, ім'я, по батькові   | Дата визнання обраним | Освіта             | Партійна приналежність                        | Відомості про обраного депутата                       |
| -------- | ----------------------------- | --------------------- | ------------------ | --------------------------------------------- | ----------------------------------------------------- |
| 1        | Скала Володимир Михайлович    | 14.07.2011            | середня спеціальна | позапартійний                                 | тимчасово не працює                                   |
| 2        | Бучко Оксана Богданівна       | 04.11.2010            | середня            | позапартійна                                  | фельдшерсько-акушерський пункт с. Зарубинці, фельдшер |
| 3        | Гладиш Ольга Михайлівна       | 04.11.2010            | середня            | позапартійна                                  | Скалатська КРЛ, молодша медична сестра                |
| 4        | Голик Ігор Васильович         | 04.11.2010            | середня            | позапартійний                                 | тимчасово не працює                                   |
| 5        | Голик Марія Михайлівна        | 04.11.2010            | вища               | позапартійна                                  | тимчасово не працює                                   |
| 6        | Сень Олексій Степанович       | 04.11.2010            | середня            | позапартійний                                 | ДСО, охоронець                                        |
| 7        | Самуляк Йосиф Васильович      | 04.11.2010            | середня            | позапартійний                                 | пенсіонер                                             |
| 8        | Баран Василь Євгенович        | 04.11.2010            | середня            | позапартійний                                 | підприємець                                           |
| 9        | Постригач Галина Михайлівна   | 04.11.2010            | вища               | член Всеукраїнського об'єднання «Батьківщина» | Територіальний центр, соціальний працівник            |
| 10       | Кошмаринська Оксана Йосипівна | 04.11.2010            | середня            | позапартійна                                  | Зарубинецька Сільська рада, бухгалтер                 |
| 11       | Голик Анатолій Богданович     | 04.11.2010            | середня            | позапартійний                                 | підприємець                                           |
| 12       | Гуцалюк Зеновія Йосипівна     | 04.11.2010            | середня            | позапартійна                                  | Скалатська бібліотека, бібліотекар                    |
| 13       | Баран Марія Петрівна          | 04.11.2010            | вища               | позапартійна                                  | тимчасово не працює                                   |
| 14       | Заболотна Євгенія Михайлівна  | 04.11.2010            | середня            | позапартійна                                  | Зарубинецька Сільська рада, секретар                  |